# Ulf Merbold
Ulf Dietrich Merbold (Greiz, 20 giugno 1941) è un ex astronauta tedesco.

## Biografia
Merbold nacque in Turingia, a circa 40 km da dove è nato Sigmund Jähn, il primo astronauta tedesco; è sposato ed ha due figli. Finita la scuola ha lasciato la Germania Est per trasferirsi nella Germania Ovest e studiare fisica all'Università di Stoccarda conseguendo la laurea nel 1968 ed il dottorato nel 1976. Successivamente è stato assunto alla Max-Planck-Gesellschaft dove ha lavorato sulla fisica dello stato solido e sulla fisica delle basse temperature.
Nel 1978 è stato selezionato dall'ESA assieme a Wubbo Ockels e Claude Nicollier per l'addestramento come specialista del carico utile sul primo volo dello Spacelab. Nel 1982 è stato scelto ed è partito nel 1983 con la missione STS-9 dello Shuttle.
Nel 1986 ha lavorato per il modulo europeo Columbus della Stazione spaziale internazionale.
Nel 1988 è stato selezionato dalla NASA come specialista del carico utile ed è partito con la missione STS-42 dello Shuttle nel gennaio 1992.

Nel 1993 ha seguito l'addestramento per andare sulla stazione spaziale russa Mir e nel 1994 è stato il primo astronauta dell'ESA a volare con una missione russa. È partito a bordo della Sojuz TM-20 ed è rientrato con la Sojuz TM-19.
Attualmente Merbold lavora ancora per l'ESA ma non fa più parte del gruppo degli astronauti.